# Camus (cognac)
Pour les articles homonymes, voir Camus.
La famille Camus est à la tête de la Maison de Cognac du même nom depuis cinq générations. En 1863, Jean-Baptiste Camus crée un consortium de vignerons pour offrir un Cognac de grande qualité sous la dénomination « La Grande Marque ».
Aujourd'hui, Cyril Camus représente la cinquième génération et dirige la Maison Camus à Cognac (France), qui commercialise ses produits dans le monde entier et via un réseau de distribution étendu dans les aéroports et à bord de nombreux vols.

## Cinq générations

### Jean-Baptiste Camus
Jean-Baptiste Camus (1835-1901) débute en tant que vigneron indépendant, distillant et vendant son Cognac aux maisons de Cognac préexistantes. En 1863, il décide de créer un consortium de vignerons dans une optique d’excellence mais également de contrôle des approvisionnements et de la production. Ce regroupement, intitulé « La Grande Marque », commercialise ses produits sous cette même dénomination. Dès cette époque, les produits sont exportés, en premier lieu outre-manche. Par la suite, afin de contrôler le processus d’élaboration de la vigne jusqu’au verre, Jean-Baptiste achète les parts de ses associés et rebaptise l’entreprise « Camus La Grande Marque ».

### Edmond et Gaston Camus
Edmond (1859-1933), le fils aîné de Jean-Baptiste, entre dans la société en 1894 en tant que Maître de Chai, travaillant avec son père. Sous sa direction, Camus gagne en reconnaissance au regard de la qualité et se développe sur le marché français. C’est également sous son influence que la Maison devient une des premières à commercialiser ses produits dans des bouteilles étiquetées et non dans des fûts, renforçant encore un peu plus l’image de marque et son engagement pour la qualité.
Gaston (1865-1945), son frère cadet, rejoint la société en 1896 et se concentre sur les marchés export. Il développe notamment l’activité en Russie et fait de la Maison le fournisseur officiel de la Cour du dernier Tsar.

### Michel Camus
Michel Camus (1911-1985) n’a que 21 ans lorsqu’il intègre la société en 1932. Il poursuit le travail de ses prédécesseurs en renforçant les liens avec la Russie, signant notamment un contrat exclusif d’import-export de spiritueux en 1959 avec l’URSS.
Véritable pionnier, c’est dès le début des années 1960 qu’il s’intéresse au marché hors taxe engageant un partenariat avec le groupe américain DFS Galleria. Il crée de nouvelles gammes de produits destinées aux voyageurs telles que des livres en porcelaine de Limoges ou des carafes en cristal Baccarat. Il est également le premier à  utiliser une bouteille satinée pour la promotion de la qualité supérieure Napoléon.

### Jean-Paul Camus

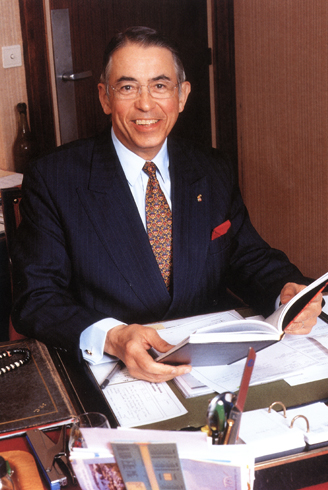
Jean-Paul Camus

Il rejoint la société en tant que maître de chai afin d’y aider son père. Jean-Paul Camus achète de nouveaux vignobles, des distilleries et de nouveaux chais de vieillissement, principalement en Borderies, le berceau géographique de la famille Camus.
Il poursuit également la politique commerciale sur le marché hors taxe de son père, développant les ventes dans les aéroports et auprès des compagnies aériennes dans la Région Asie-Pacifique. Camus Napoléon connait un grand succès au cours des années 1980 notamment grâce au contrat d’exclusivité avec Chuck Feeney pour DFS Galleria et à l’excellente notoriété dont il bénéficie au Japon.

### Cyril Camus
Cyril Camus, né en 1971, obtient un diplôme d'affaires aux États-Unis avant de rejoindre en 1994 le Groupe Camus, en tant que Directeur des Relations Commerciales du bureau de représentation de Pékin (Chine). De retour à Cognac en 1998, il devient Directeur Marketing et supervise la création de nombreux nouveaux produits pour le marché hors taxe. Il y développe ainsi le Cognac XO Borderies, assemblage d’eaux de vie issues exclusivement des vignobles familiaux ainsi que d’autres Cognacs mono cru sous la gamme Ile de Ré Fine Island. Après avoir pris la tête de la compagnie en 2004, Cyril Camus est à l’origine de la gamme Camus Élégance.
Le 30 mars 2017, il reçoit la Légion d'Honneur qui lui est remise par Jean Pierre Raffarin.

## Historique
- 1863 – Création de la société

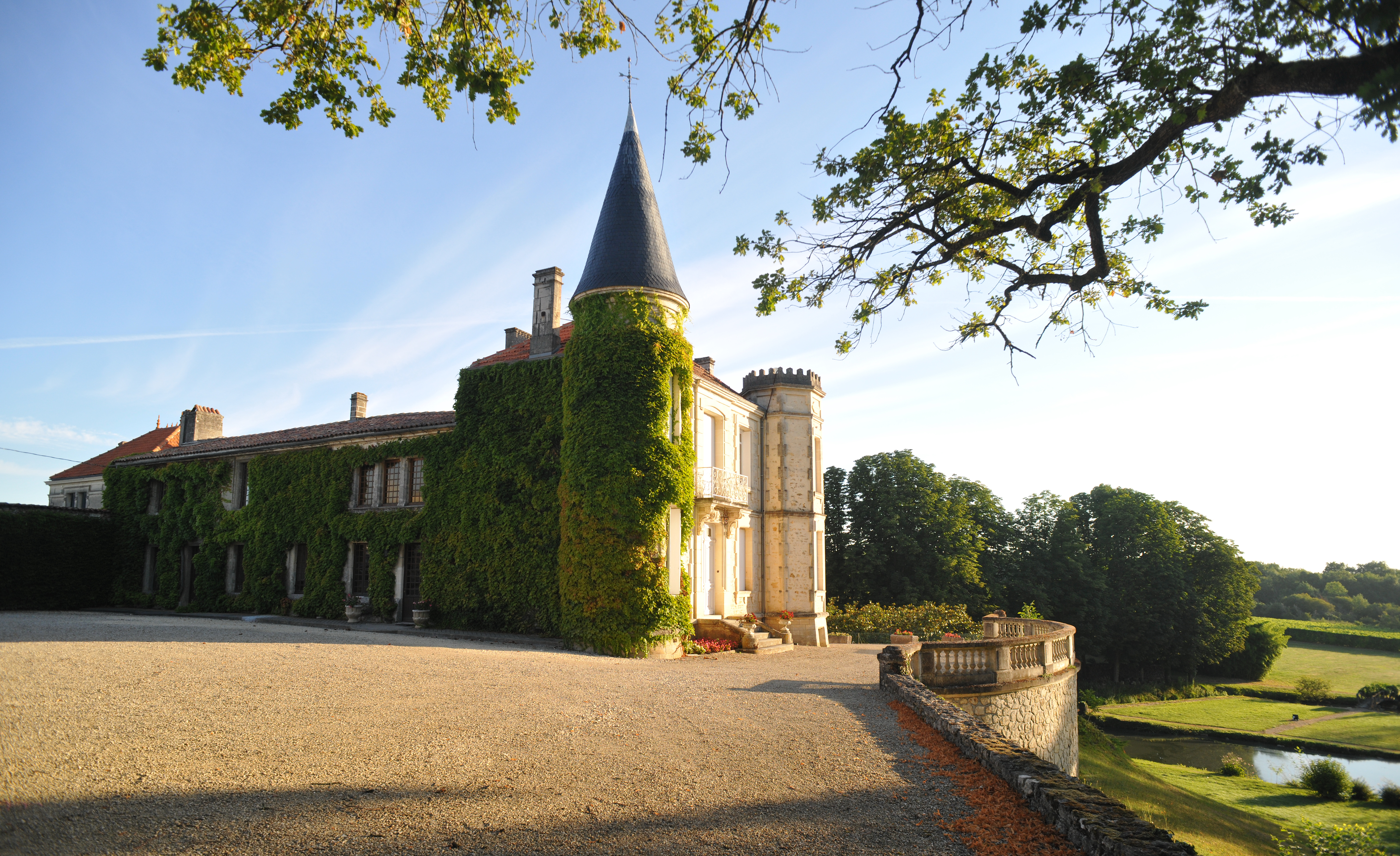
Le château du Plessis, berceau de la famille Camus

- 1910 – Camus devient le Cognac officiel à la cour du dernier Tsar de Russie
- 1960 – Entrée sur le marché hors taxe
- 1971 – Ouverture du premier bureau de représentation à Hong-Kong
- 1991 - Expansion des vignobles dans l’aire de production Borderies
- 2000 – Premier lancement de Camus XO Borderies, le produit phare de la société
- 2007 – Fondation de la filiale Chinoise Yuanliu, 2008 - Activation de CIL US, la filiale américaine et ouverture du bureau de représentation au Vietnam
- 2009 – Ouverture du premier Lounge Maison Camus à Pékin[2]

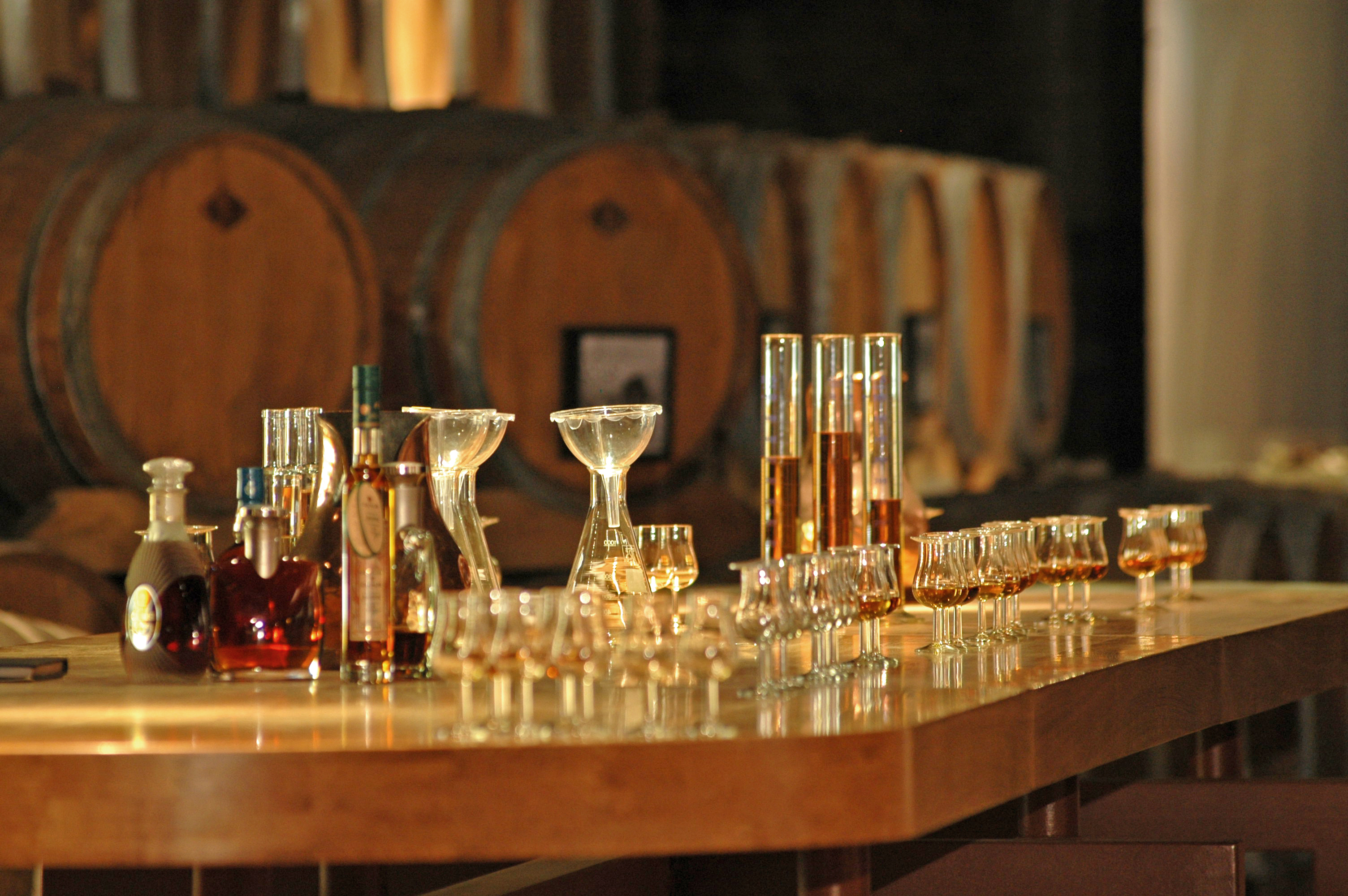
Un atelier Camus